# El Ejido

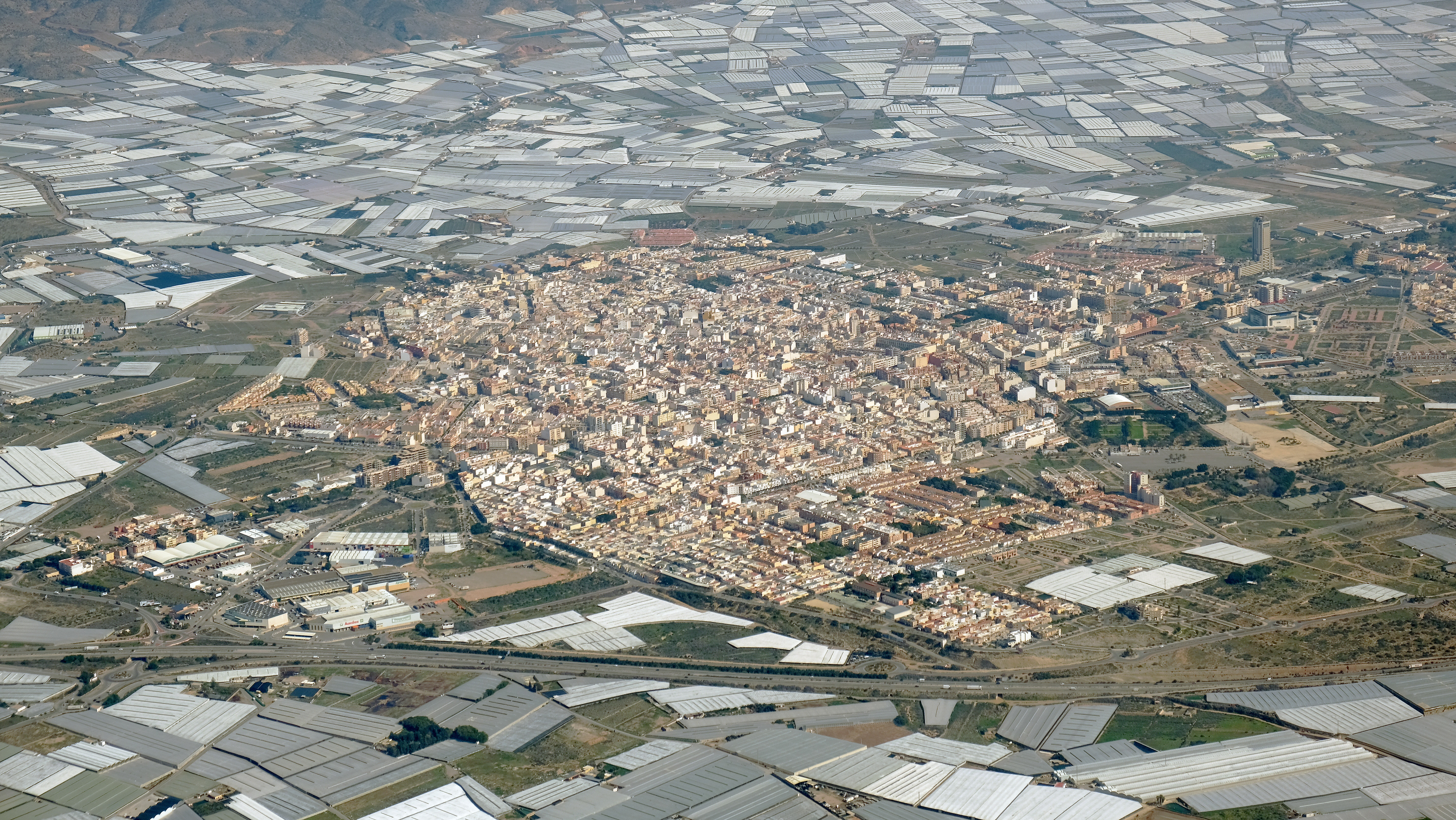
El Ejido

El Ejido è un comune spagnolo di 78 105 abitanti (INE 2007) situato nella comunità autonoma dell'Andalusia. Il territorio è contraddistinto dalla presenza di serre, destinate alla produzione di frutta e verdura, al punto che viene definito come un "mare di plastica".

## Geografia
El Ejido si trova nella comarca del Poniente Almeriense, nella parte meridionale della Spagna. È situato nella provincia di Almería, vicino al Mar Mediterraneo. Il territorio comunale si estende su una superficie di 575,65 km² e comprende diverse località, tra cui Almerimar, Balerma, Las Norias de Daza e Matagorda.

### Clima
El Ejido ha un clima mediterraneo, caratterizzato da inverni miti e estati calde e secche. Le temperature medie annuali si aggirano intorno ai 18°C, con picchi che raggiungono i 30°C in estate e scendono a 10°C in inverno. Le precipitazioni sono scarse, con una media di circa 200 mm all'anno, concentrate principalmente nei mesi più freddi.

### Spiagge
El Ejido vanta numerose spiagge lungo la sua costa, che si estende per oltre 27 chilometri. Tra le spiagge più famose vi sono Playa de Almerimar, Playa de Balerma e Playa de San Miguel. Queste spiagge attirano turisti e visitatori che cercano di godersi il sole e il mare durante i mesi estivi.

### Riserva naturale di Punta Entinas-Sabinar
Nelle vicinanze di El Ejido si trova la Riserva naturale di Punta Entinas-Sabinar, un'area protetta che ospita una grande varietà di flora e fauna. La riserva comprende lagune, spiagge, dune e zone umide che sono importanti habitat per molte specie di uccelli migratori. È un luogo ideale per gli amanti della natura e offre molte opportunità per escursioni e osservazione degli uccelli.

### Località vicine
- Almerimar: località turistica situata a est di El Ejido, con un porto turistico, campi da golf e spiagge.
- Balerma: località costiera situata a ovest di El Ejido, famosa per le sue spiagge e il suo porto.
- Las Norias de Daza: località situata a nord di El Ejido, con una tradizione agricola ben radicata.
- Matagorda: località situata a sud di El Ejido, caratterizzata da terreni agricoli e zone residenziali.

## Storia
L'origine di El Ejido risale a tempi antichi, con tracce di insediamenti umani sin dal periodo dell'antica Roma. Durante il periodo dell'Al-Andalus, la regione subì l'influenza degli Arabi e successivamente dei Regni di Taifa. Nel corso dei secoli, la zona ha vissuto una storia complessa e ha subito diverse trasformazioni. Tuttavia, è stato negli anni '60 del XX secolo che El Ejido ha conosciuto un notevole sviluppo agricolo, diventando uno dei maggiori produttori di ortaggi in Europa. Ciò ha portato a un aumento della popolazione e a un'espansione urbana significativa.

## Economia
L'economia di El Ejido è basata principalmente sull'agricoltura intensiva. Il comune è noto per i suoi vasti appezzamenti agricoli, chiamati "invernaderos" (serre), dove vengono coltivate diverse varietà di prodotti ortofrutticoli. El Ejido è uno dei principali poli agricoli della Spagna e dell'Europa, con una produzione che spazia da ortaggi come pomodori, peperoni, cetrioli e zucchine a frutta come meloni e angurie. Oltre all'agricoltura, il settore turistico ha acquisito importanza negli ultimi anni, grazie alle belle spiagge e alle attività ricreative offerte.

## Monumenti e luoghi d'interesse
El Ejido offre diverse attrazioni turistiche e luoghi d'interesse. Tra questi:
- Almerimar: una località turistica situata sulla costa, nota per il suo porto turistico, i campi da golf e le spiagge.
- Museo archeologico di Almerimar: un museo che ospita reperti archeologici risalenti all'epoca romana e visigota.
- Chiesa di Santa Maria del Mar: una chiesa situata nel centro di El Ejido, costruita nel XX secolo.

## Feste e tradizioni
El Ejido celebra diverse feste e tradizioni lungo l'anno. Tra le più importanti vi sono:
- Fiesta Mayor: si svolge ad agosto e include sfilate, spettacoli, concerti e fuochi d'artificio.
- Settimana Santa: celebrazione religiosa che include processioni e eventi liturgici durante la Settimana Santa.
- Festa del Carmen: si svolge a luglio e include processioni marinare per onorare la Vergine del Carmen, patrona dei pescatori.

## Infrastrutture e trasporti
El Ejido è ben collegato ad altre località della regione tramite la rete stradale. L'autostrada A-7 attraversa il comune, offrendo un facile accesso ad Almería, Malaga e ad altre città vicine. Inoltre, il comune dispone di una rete di trasporto pubblico, tra cui autobus, che collega diverse aree all'interno del comune e delle zone limitrofe.